# Consecuencias de la expulsión de los moriscos

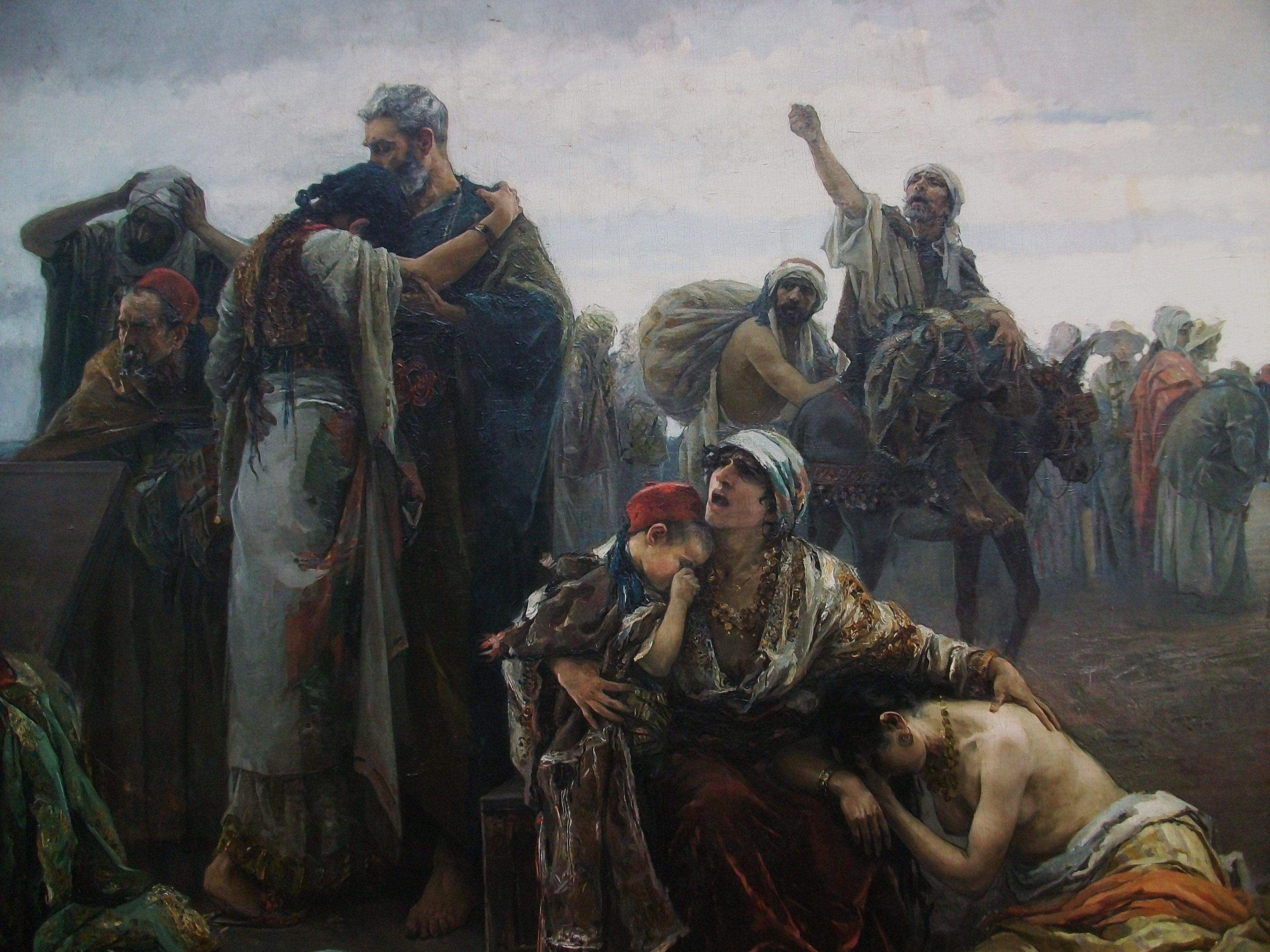
La expulsión de los moriscos [1894], de Gabriel Puig Roda.

Las consecuencias de la expulsión de los moriscos, especialmente las demográficas y las económicas, fueron objeto de debate desde el mismo momento de la expulsión de los moriscos de la Monarquía Hispánica a principios del siglo siglo XVII y continuaron siéndolo en los tres siglos siguientes, aunque en el último cuarto del siglo XX se alcanzó un cierto consenso que se mantiene en la actualidad y que los historiadores Antonio Domínguez Ortiz y Bernard Vincent resumen de la siguiente forma: "En cuanto al conjunto de España, las consecuencias económicas y demográficas de la expulsión pueden sintetizarse así: nulas para las regiones septentrionales; apreciables pero limitadas a ciertas comarcas y capitales en el resto de Castilla; despreciables para Cataluña, severas para Aragón, y de notable intensidad para el Reino de Valencia. En total, no el desastre que propaló la historiografía del pasado siglo XIX, pero sí un factor de mucho peso entre otros que hicieron de nuestro siglo XVII una centura de recesión". Una tesis similar, aunque algo más negativa, es la que mantiene Henry Kamen: "En las zonas donde los moriscos habían sido una amplia minoría, como Valencia y Aragón, la consecuencia fue una catástrofe económica inmediata; pero aun en los lugares en los que había un número reducido de moriscos, el hecho de que entre éstos hubiera una mayoría de población activa, sin caballeros, sin clero ni soldados, significaba que su ausencia podía llevar a la dislocación económica. Los ingresos por impuestos bajaron y el rendimiento agrícola disminuyó".

## La valoración de los contemporáneos

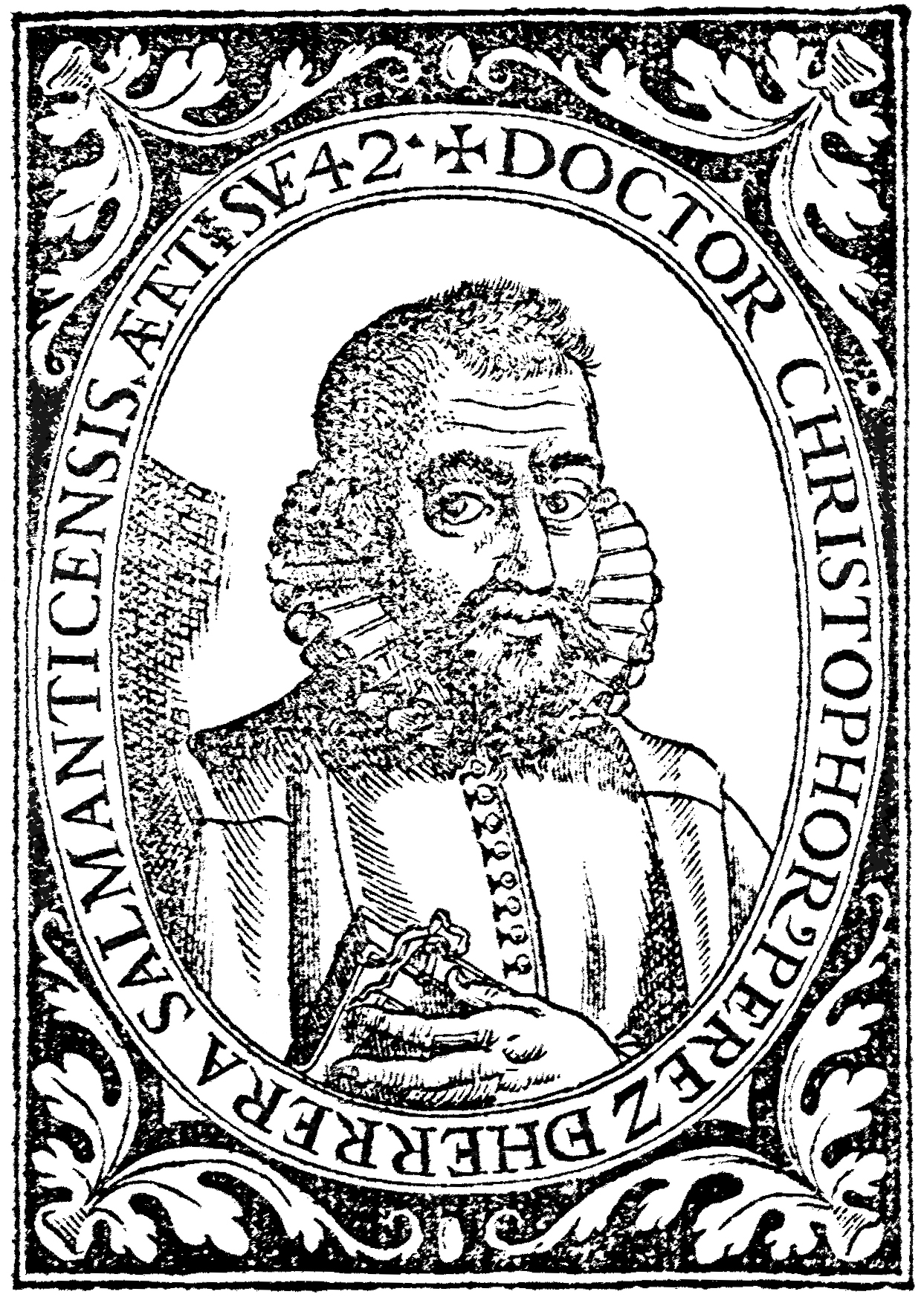
Cristóbal Pérez de Herrera en 1598.

La reacción más inmediata a la expulsión fue minimizar el impacto y resaltar las consecuencias positivas, no solo las religiosas, recurriendo a los tópicos más frecuentes contra los moriscos. Este fue, por ejemplo, el caso del arbitrista Cristóbal Pérez de Herrera que escribió:

Pensaban que eran buenos, particularmente para cultivar huertas; pero mirándolo bien, para ninguna cosa lo eran; solo trataban de recogernos el dinero, siendo arrieros y revendedores en tiendas de comer, chupando de nuestros caudales, ayudándose unos a otros para que entre ellos no hubiese pobres, quitando este aprovechamiento a los cristianos viejos… y ellos no gastaban nada de lo que entraba en su poder; pues no comprando vino, que es lo que más usa la gente ordinaria, y lo que ayuda a pagar los Millones y las alcabalas, ni tocino y otros mantenimientos costosos, contribuían mucho menos que los nuestros.

Tópicos parecidos se pueden encontrar en El coloquio de los perros de Cervantes:

Todo su intento es acuñar y guardar dinero acuñado, y para conseguirle trabajan y no comen; en entrando el real en su poder, como no sea sencillo, le condenan a cárcel perpetua y a oscuridad eterna; de modo que ganando siempre y gastando nunca llegan y amontonan la mayor cantidad de dinero que hay en España. Ellos son hucha, su polilla, sus picazas y sus comadrejas; todo lo llegan, todo lo esconden y todo lo tragan. Considérese que ellos son muchos, y que cada día ganan y esconden poco o mucho… róbannos a pie quedo, y con los frutos de nuestras heredades, que nos revenden, se hacen ricos

La valoración comenzó a cambiar con el advenimiento de Felipe IV quien tuvo que tomar medidas para hacer frente a las negativas consecuencias económicas de la expulsión. Así en septiembre de 1622, solo un año y medio después de haber sucedido a su padre, Felipe IV tuvo que rebajar los tipos de interés de los censos al 5% porque muchas villas y ciudades alegaron que no podían pagarlos a causa de la pérdida de población (activa económicamente), como eran los moriscos. En 1625, las Cortes de Castilla solicitaban una rebaja en el encabezamiento de las alcabalas, entre otros motivos, por "la gran disminución que en el trato y comercio ha habido con la expulsión de los moriscos, por ser muchos dellos tratantes, y todos de provecho, por ocuparse en cultivar las tierras y otros tratos, de que se causaba mucha alcabala, que en esta parte ha cesado". Varios decenios después, el franciscano Juan de Solana en su Discurso en siete tratados culpaba de la decadencia de España, entre otras causas, a la expulsión de los moriscos, de la que dice que fue una medida dictada por la piedad, "pero en lo temporal hicieron notable falta, y los dueños de las heredades no tienen a quien darlas, y así pasan suma pobreza".

## La polémica posterior
La consideración de las consecuencias negativas de la expulsión, que se había iniciado en el reinado de Felipe IV, continuó en los siglos siguientes. Tanto los ilustrados del siglo XVIII como los liberales del siglo XIX valoraron la medida como desastrosa para España, manejando cifras exageradas sobre el número de moriscos deportados.
La primera aproximación rigurosa sobre el tema fue la del historiador norteamericano Earl J. Hamilton quien en su famosa obra sobre la revolución de los precios publicada en 1934 consideró la expulsión desde el punto de vista económico como irrelevante, lo que echaba abajo la visión catastrofista que se había mantenido hasta entonces. Sin embargo, la tesis "minimista" de Hamilton fue cuestionada por el francés Henri Lapeyre cuando en 1959 publicó Geografía de la España morisca, en la que demostró que el número de expulsados había sido de 270.000, un 4% de la población, que aunque no representaba un porcentaje alto, era bastante importante en términos de población activa ya que prácticamente todos los moriscos realizaban una actividad económica.
La distribución de los expulsados según Henri Lapeyre fue la siguiente:
| Valencia                        | 117 464 |
| Aragón                          | 60 818  |
| Cataluña                        | 3716    |
| Castilla La Vieja y Extremadura | 44 625  |
| Murcia                          | 13 552  |
| Andalucía occidental            | 29 939  |
| Granada                         | 2026    |
| Total                           | 270 140 |

El mismo Lapeyre reconoció que estas cifras eran incompletas en lo que se refiere a Murcia y a Andalucía, por lo que otros historiadores, como Antonio Domínguez Ortiz o Henry Kamen, han ampliado la cifra hasta las 300.000 personas, de una población morisca peninsular estimada en 320.000.
Los estudios posteriores se centraron en el impacto "regional" porque, como han destacado Domínguez Ortiz y Bernard Vincent, "hablar de la economía española en el siglo XVII es una anticipación indebida; lo que existía por entonces era una serie de economías regionales que se movían con cierta independencia". Y, además, la población morisca estaba muy desigualmente repartida, y había territorios donde su presencia era prácticamente nula, como en el norte de la Corona de Castilla, y en cambio en otros constituían un sexto o un tercio de su población, como en el Reino de Aragón y en el Reino de Valencia, respectivamente.

## Las consecuencias por territorios

### Corona de Castilla
Inmediatamente después de la expulsión aparecen las primeras quejas de algunas villas y ciudades castellanas sobre la mala situación en que han quedado. Una de las primeras fue Ávila que consiguió del Consejo Supremo de Hacienda una rebaja de tributos por "la necesidad y falta de vecindad a que se había reducido, habiéndose disminuido de más de mil cien vecinos con la expulsión de los moriscos". Le siguió Toledo, cuyo procurador en las Cortes de Castilla de 1617 pidió una rebaja del encabezamiento de las alcabalas "por la expulsión de tres mil casas de moriscos, que eran muchos de ellos mercaderes y tenían diferentes tratos". Por esas mismas fechas el cabildo de la catedral de Valladolid pedía al rey que se le compensara "por los daños que le resultan de la ida de los moriscos" especialmente "la disminución de los diezmos, por ser estos los que labran las huertas y mucha parte de las tierras de Valladolid". En 1623 Ciudad Real pedía también la rebaja de impuestos porque "con la expulsión de los moriscos salieron de ella cinco mil personas, que eran las que más contribuían en las cosas y necesidades y la proveían de bastimientos".
En el Reino de Murcia las consecuencias de la expulsión fueron mucho más graves debido a que allí el porcentaje de la población morisca era mucho mayor. La capital pidió inmediatamente la rebaja de impuestos porque "no se podrán pagar" al haber perdido mil casas y haber quedado despoblados 22 lugares de su partido. El procurador de Murcia en las Cortes de Castilla de 1617 destacó el daño que había hecho la expulsión a la cosecha de la seda, "por ser como era gente de trabajo y que tan bien la entendía".

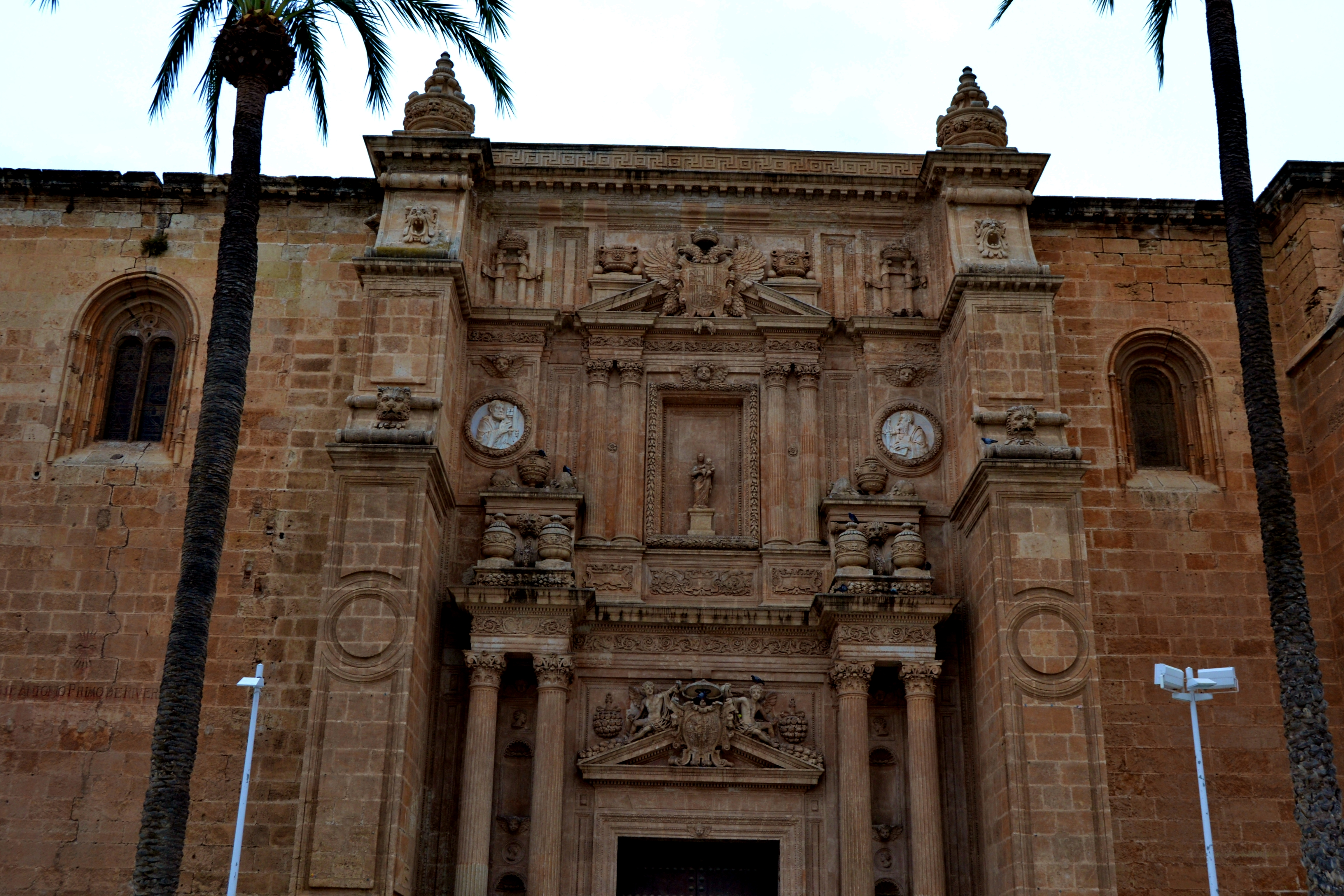
Fachada de la catedral de Almería.

Las consecuencias para el reino de Granada fueron mucho menores porque la expulsión de los moriscos del reino se había producido cuarenta años antes, tras la fracasada rebelión de las Alpujarras, y fue entonces cuando se sintieron los efectos negativos económicos y demográficos de la medida. Sin embargo, cuando se produjo la expulsión general el reino continuaba arruinado ya que la repoblación con cristianos viejos no había paliado los efectos de la guerra y de la deportación decretada en 1571. En 1591 aún se estaba lejos de recuperar el nivel de población anterior (215.000 habitantes frente a los 275.000 de 1561) y unos 130 lugares continuaban despoblados. En 1609 el cabildo de la catedral de Almería se quejaba de la caída de sus rentas por "haberse poblado mal" "de gente mal trabajadora" y que la tierra de Almería "hoy está con mayor necesidad, porque por la esterilidad de los años han faltado muchos de los pobladores, dejando las tierras y haciendas desamparadas…". Según Domínguez Ortiz y Bernard Vincent, la razón del relativo fracaso de la repoblación fueron los problemas a los que tuvieron que hacer frente los nuevos colonos venidos en su mayoría del resto de Andalucía, de Murcia, de Valencia, y algunos de Galicia. "Además del estado ruinoso del país tenían que luchar contra los malos hábitos de las autoridades locales, que, acostumbradas a explotar a los moriscos, pretendían hacer lo mismo con los que los habían reemplazado. En las costas había que contar además con el peligro pirático, y en el interior con el bandidaje de los monfíes. No es de extrañar que muchos repobladores, descorazonados, abandonaran la empresa, y que la recuperación de aquel reino fuera tan lenta".

### Reino de Aragón

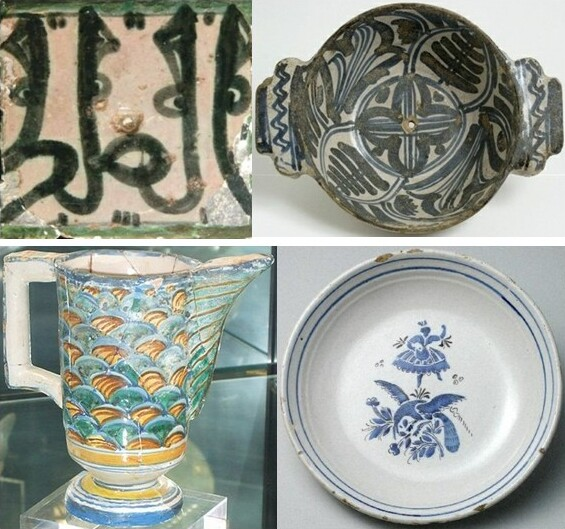
Cuatro ejemplos de la loza de Muel (Zaragoza). En la parte superior izquierda, azulejo con la leyenda en escritura árabe: Al-mulk («el Reino», sura 67 del Corán); a su derecha una escudilla de orejas; debajo a la izq. una jarra de pico policromada, y a su lado una plato de loza fina del.

Las consecuencias para el reino de Aragón fueron mucho más negativas que para la Corona de Castilla. El reino perdió globalmente un sexto de su población, pero en determinadas zonas, fundamentalmente las del valle del Ebro y de sus afluentes, el porcentaje fue mucho mayor y algunas quedaron completamente arruinadas. Juan Bautista Labaña, un geógrafo portugués que recorrió el reino poco después de la expulsión, cita casos como el de Muel, señorío del marqués de Camarasa, donde solo quedaban 16 vecinos, por la marcha de un millar de moriscos; o el de Borja, de donde se habían marchado 300 familias de un total de 800.
La recuperación en Aragón fue muy lenta debido a que los moriscos se habían especializado en el regadío y los nuevos pobladores que ocuparon su lugar desconocían las técnicas de este tipo de cultivo. Por eso abundan los testimonios que hablan de la prosperidad antigua que no se ha podido recobrar, como en el caso de Grisel, "por no ser los vecinos cristianos que se han avecindado en él tan hijos de este siglo en cuanto a labrar la tierra como los moros". Pero también se debió a las rentas y prestaciones onerosas que debían hacer a los señores y que heredaron de los moriscos.
En conclusión, según Domínguez Ortiz y Bernad Vincent, "las consecuencias económicas de la expulsión fueron graves; no pocas, de efecto retardado, por los efectos en cadena, que acabaron por perjudicar gravemente incluso a aquellos que no se creían directamente amenazados. Así vemos que el Consejo de Aragón creía en 1610 que la medida no tendría repercusiones sobre las rentas del arzobispado de Zaragoza, puesto que no percibía diezmos de los moriscos; pero cinco años después reconocía que habían bajado de 60.000 libras a poco más de 36.000".

### Reino de Valencia

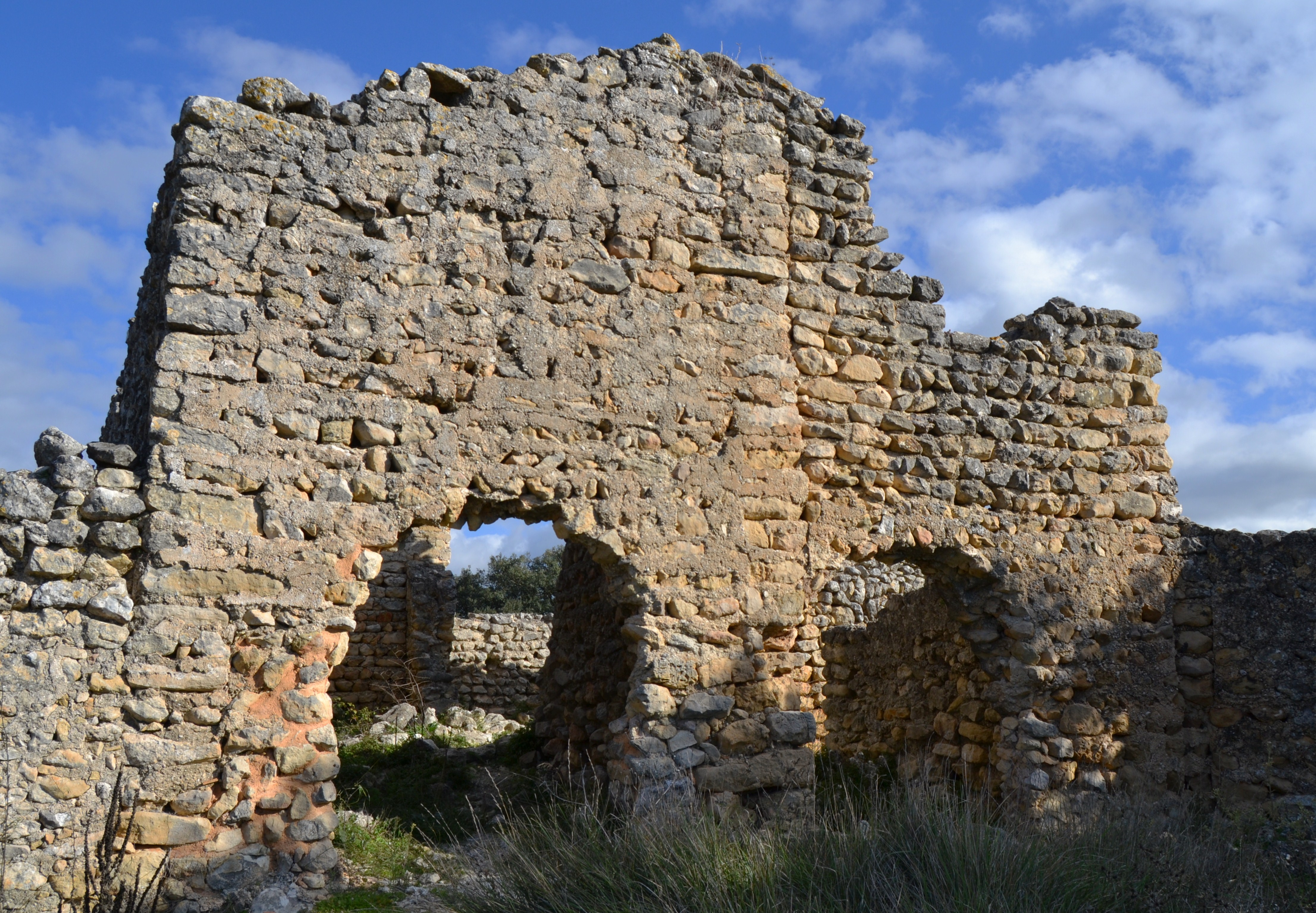
Despoblado morisco de L'Atzuvieta en la Vall d'Alcalà (Marina Alta), Reino de Valencia.

Sin duda, fue el reino de la Monarquía Hispánica más perjudicado ya que la población morisca suponía un tercio de su población. Fueron unos 120 000 los moriscos expulsados (a los que hay que sumar unos 10 000 muertos o huidos en las revueltas) sobre una población total del reino de Valencia de unos 350 000 habitantes. Como ha señalado Manuel Ardit, «la pérdida demográfica fue terrible y la repoblación tardó cerca de un siglo en llenar aquel vacío».
Los repobladores cristianos, que en su inmensa mayoría procedían del mismo reino de Valencia —menos del 10 % llegó de fuera, como los mallorquines que se asentaron en la comarca de la Marina Alta—, ocuparon las tierras mejores por lo que casi todas las aldeas de las zonas montañosas del interior quedaron desiertas –en 1638 de los 405 lugares de moriscos que había en 1609, 205 seguían sin estar habitados-. En 1645 las Cortes del Reino de Valencia suplicaban al rey Felipe IV

que en atención a que en el Reino de Valencia hay muchos millares de cahizadas de tierra muy buena que están yermas y sin cultivo y ni se arriendan ni se venden por temor a las muchas deudas y créditos que hay sobre ellas, sea servido mandar que los justicias de las ciudades y villas donde estén semejantes tierras hagan pregonar que dichas tierras se pongan en cultivo, y el beneficio que produzcan lo aprovechen los dueños y acreedores.

Las repercusiones en la agricultura fueron graves y la producción se recuperó lentamente. El cultivo de caña de azúcar sufrió un golpe durísimo y la cosecha de arroz disminuyó, lo que obligó a importar trigo de Castilla y de Cerdeña para paliar la escasez de cereales, aunque la producción sedera no se vio afectada y la producción de vino aumentó.
Para el pequeño labrador y para el artesano la expulsión de los moriscos supuso la desaparición de unos competidores, pero su pretensión de que se anularían las deudas contraídas con ellos —a quienes habían comprado productos agrícolas y ganado— se vio defraudada porque la Corona estableció que fueran pagadas a los señores de los moriscos en compensación por la pérdida de sus vasallos. En cambio, los intereses de las deudas contraídas por los moriscos, de las que deberían haber respondido los señores al haberse quedado con sus tierras, fueron rebajados al 5 %, con perjuicio de los prestamistas, en muchos casos burgueses y comunidades eclesiásticas. En 1613 la Taula de canvi de la ciudad de Valencia quebró, aunque se discute si como consecuencia directa de la expulsión.

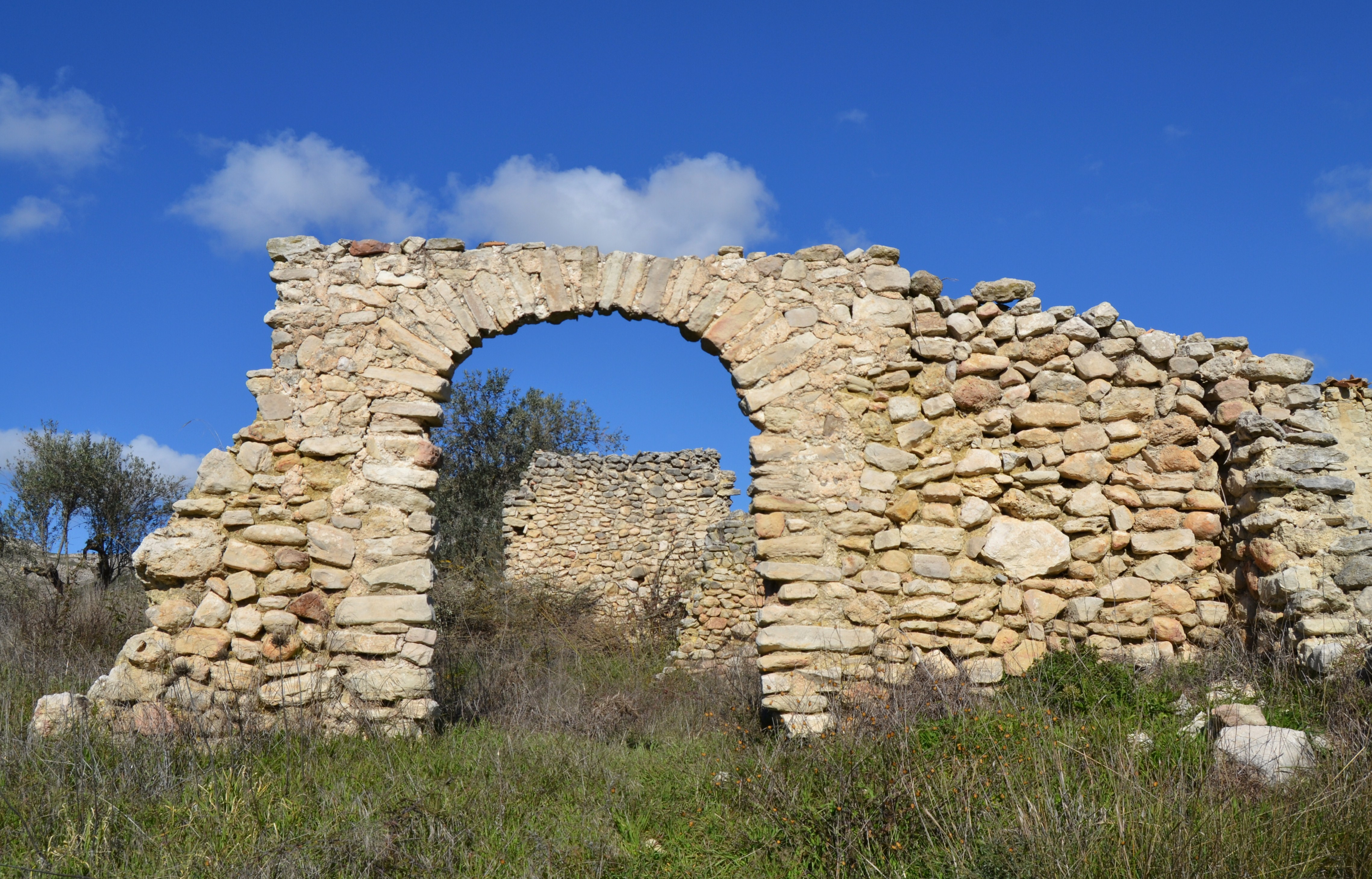
Despoblado morisco de La Roca en la Vall d'Alcalà (Marina Alta), Reino de Valencia.

En principio los señores, tanto laicos como eclesiásticos, deberían haber sido los grandes perjudicados por la expulsión al perder los vasallos que cultivaban las tierras que estaban bajo su jurisdicción. Es el caso del ducado de Gandía, del que salieron 13 000 moriscos, pero este ya se encontraba en quiebra antes de la expulsión, pues el duque estaba tan endeudado que los ingresos tenían que dedicarse exclusivamente al pago de la deuda. Sin embargo, muchos no salieron tan mal parados porque se apropiaron de los alodios de los moriscos expulsados, vieron reducidos los intereses que debían pagar por sus deudas aduciendo la fala de vasallos —sendas pragmáticas de 1614 y 1622 las redujeron al 5%—, y, al mismo tiempo, impusieron a los nuevos pobladores las mismas condiciones onerosas que tenían los moriscos —aunque en ocasiones tuvieron que suavizarlas para que las tierras no permanecieran improductivas—, lo que condujo a crecientes tensiones entre señores y campesinos que desembocaron en la Segunda Germanía de finales del siglo XVII. De todas formas, como ha señalado Manuel Ardit, «la nobleza valenciana continuó en serios apuros durante gran parte del siglo XVII», aunque «quien pagó los platos rotos fue la burguesía urbana» que vio menguar sus ingresos al reducirse los intereses de los censales concertados con los señores al 5% en aplicación de las pragmáticas de 1614 y 1622.
En conclusión, según Antonio Domínguez Ortiz y Bernard Vincent,

la expulsión de 1609 fue para Valencia, si no una catástrofe, sí un contratiempo muy serio, aunque con grandes diferencias sectoriales. Salieron indemnes e incluso ganaron algunos grandes señores; mejoraron amplios núcleos campesinos. Sufrieron las consecuencias de la operación muchos señores medianos y pequeños y muchos rentistas, caballeros, eclesiásticos e instituciones que habían colocado su capital en censos. El conjunto del Reino se recuperó mediante acrecidas exportaciones de vinos y sedas que le permitieron drenar a su favor parte de la plata castellana. Sufrió a mediados de siglo las causas generales de la recesión que afectaron a toda España (guerra y pestes) y volvió a recuperarse a partir de 1660.

En 1850 el cronista e historiador Vicente Boix (1813-1880) describió así este episodio: «esta expulsión despobló el país, amenguó su agricultura, y le redujo a la impotencia».